# Lombardei-Rundfahrt 1993
Die Lombardei-Rundfahrt 1993 war die 87. Austragung der Lombardei-Rundfahrt  und fand am 9. Oktober 1993 statt. Die Gesamtdistanz des Rennens betrug 242 Kilometer. Es siegte der Schweizer Pascal Richard vor Giorgio Furlan und Maximilian Sciandri.

## Teilnehmende Mannschaften
| Carrera Jeans-Vagabond Ariostea Helvetia-Commodore Telekom-Merckx | TVM-Bison Kit GB-MG Boys Maglificio-Bianchi ONCE Castorama | Lampre-Polti Motorola Gatorade-Bianchi Wordperfect | Lotto Novemail-Histor-Laser Computer Mecair-Ballan Navigare-Blue Storm | Jolly Componibili-Club 88 ZG Mobili Mapei-Viner Lotus-Festina | Mercatone Uno-Zucchini-Medeghini GAN Collstrop-Assur Carpets Amore & Vita-Galatron |

## Ergebnis
| Rang | Fahrer              | Team                           | Zeit       |
| ---- | ------------------- | ------------------------------ | ---------- |
| 1    | Pascal Richard      | Ariostea                       | 6h 04' 38" |
| 2    | Giorgio Furlan      | Ariostea                       | gl. Zeit   |
| 3    | Maximilian Sciandri | Motorola                       | + 7"       |
| 4    | Claudio Chiappucci  | Carrera Jeans-Tassoni          | gl. Zeit   |
| 5    | Charly Mottet       | Novemail-Histor-Laser Computer | + 1' 03"   |
| 6    | Jesper Skibby       | TVM-Bison Kit                  | gl. Zeit   |
| 7    | Piotr Ugrumov       | Mecair-Ballan                  | gl. Zeit   |
| 8    | Massimo Podenzana   | Navigare-Blue Storm            | gl. Zeit   |
| 9    | Dimitri Konyshev    | Jolly Componibili-Club 88      | + 1' 14"   |
| 10   | Viatcheslav Ekimov  | Novemail-Histor-Laser Computer | + 1' 19"   |